# 追熟
追熟（ついじゅく）とは、一部の果物などを収穫後、一定期間置くことで、甘さを増したり果肉をやわらかくする処理のこと。
果物として食用とされる果実は、自然状態では哺乳類や鳥類の餌になることで種子散布を行っている。このような果実は果肉に糖分や脂肪を蓄積して動物の必要とする栄養素を種子散布動物に提供している。特に糖分を蓄積する植物では、果肉に転流された糖分が蓄積完了した時点で既にグルコースやフルクトースの状態になっていて十分に甘みを感じるものと、その時点では果肉にデンプンなどの状態で蓄積されていて、甘みを感じない、すなわち種子散布動物を誘引する状態になっていないものがある。
後者の植物では既に種子は成熟しており、果肉にも十分な栄養素が蓄積している状態で果実の成熟がいったん休止し、その後ある程度の時間を置いてデンプンの分解によるグルコースやフルクトースの生成、細胞壁を接着しているペクチンの分解による果肉の軟化、誘引物質である芳香物質の生成などが起こる。この現象を後熟と呼び、種子散布動物に果実を一時に多量に供給するのではなく、時間をかけて五月雨式に熟した果実を提供したり、種子散布動物に成熟した果実を提供する時期を調節したりする適応的意義があると考えられる。
このような特徴を持つ果実（クリマクテリック型果実）には、メロン、キウイフルーツ、セイヨウナシ、バナナがあり、脂肪蓄積を行う植物ではアボカドに同様の後熟現象が認められる。
後熟の特性がある果実はしばしば五月雨式に成熟が起きるので、果実が成熟した状態で収穫や出荷をしようとすると、これを商業的に制御することが困難であるが、逆に言うと後熟が起きる前の段階で収穫したものは保存性に富むため、この段階で収穫すれば長距離輸送に有利である。そのため、農業の現場では後熟前に収穫、集荷、輸送を行い、最後の段階で成熟を開始させて食用に供することになる。
この作業が追熟であり、商業的には店頭に並べる前にこれを行い、成熟した状態で販売する場合と、消費者が購入後にこれを行う場合がある。
収穫した果実を室温に放置して成熟を待つこともあるが、人為的に成熟を促進するためにエチレンガスを用いたり、エチレンガス発生量の多いリンゴの果実とともに密閉する方法がある。これは、多くの植物で成熟開始の情報伝達を行う植物ホルモンがエチレンであるためである。